# Nirodia belphegor
Nirodia belphegor is een vlindersoort uit de familie van de prachtvlinders (Riodinidae), onderfamilie Riodininae.
Nirodia belphegor werd in 1851 beschreven door Westwood.